# Fritz Lisetti
Fritz Lisetti, eigentlich Friedrich Hahnel (* 19. April 1889 in Hammer am See; † 17. Juli 1985 in Wien) war ein österreichischer Zauberkünstler und Illusionist.

## Leben
Fritz Lisetti hatte in seiner Kindheit im väterlichen Hotel die ersten Kontakte zu Zauberkünstlern. Mit dem 20. Lebensjahr baute er ein eigenes Zauberprogramm auf und hatte seine ersten Auftritte in Düsseldorf und Wien. Bei einer Zugfahrt nach Budapest lernte er Fräulein Lisa kennen, daher leitet sich auch sein Künstlername "Lisetti" ab. Fräulein Lisa wurde seine Assistentin und Ehefrau.  Lisetti war kein Mann der großen Bühnen, er bevorzugte den intimen Rahmen kleinerer Lokale. Einer seiner bekanntesten Schüler ist der österreichische Zauberkünstler Tony Rei. 
Lisetti war 1973 Mitgründer des österreichischen Rings 240 der International Brotherhood of Magicians (I.B.M.). Er war Mitglied der Vereinigung für Magische Kunst Wien (VMKW) und Ehrenmitglied des Magischen Klubs Wien. 1978 wurde er als Erster mit dem „Goldenen Verdienstzeichen der Magie“ auf dem Wiener „Ball der Magier“ ausgezeichnet.
Nach seinem Tod erhielt er ein ehrenhalber gewidmetes Grab auf dem evangelischen Friedhof Simmering.